# Gul hjärtbräcka
Gul hjärtbräcka (Saxifraga cymbalaria) är en stenbräckeväxtart. Gul hjärtbräcka ingår i Bräckesläktet som ingår i familjen stenbräckeväxter. Arten har ej påträffats i Sverige.

## Underarter
Arten delas in i följande underarter:
- S. c. cymbalaria
- S. c. huetiana

## Bildgalleri

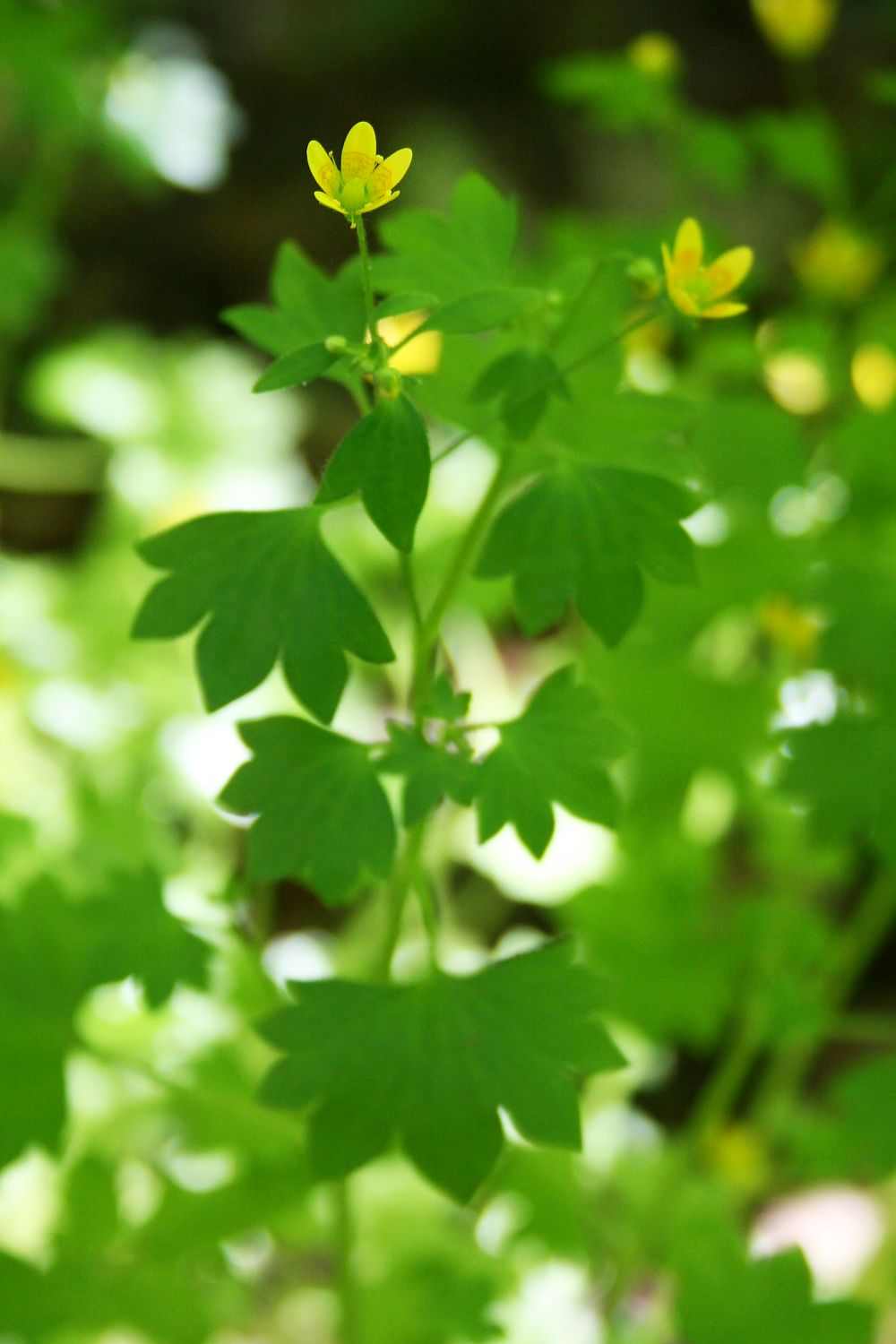
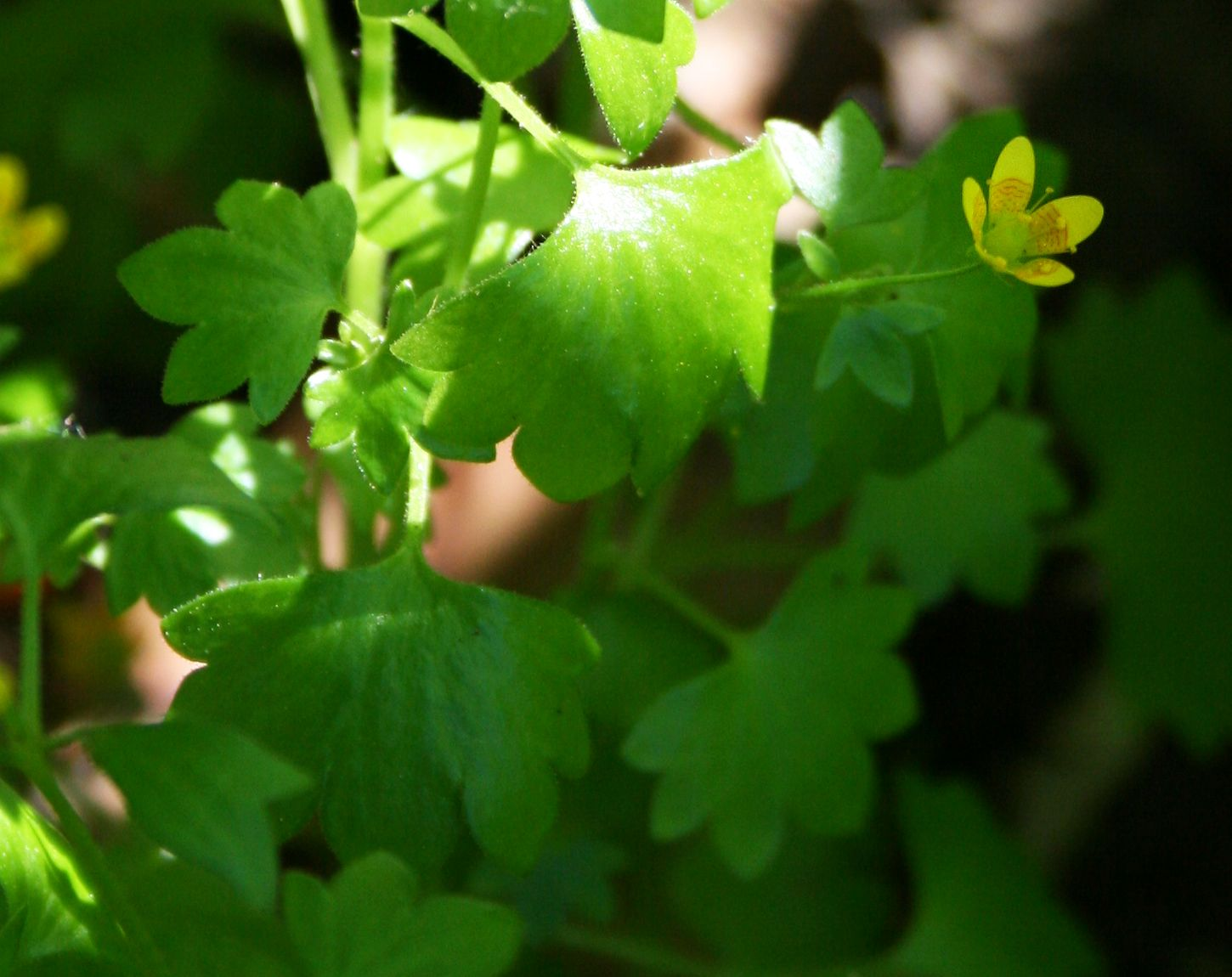